# Педро V (король Арагона)
Пе́дро V (коро́ль Араго́на) (порт. Pedro; около 1429[…], Португалия — 29 июня 1466, Гранольерс, Каталония) — сын Педру, герцога Коимбры, пятый коннетабль Португалии и третий Великий магистр ордена Ависского ордена. Претендент на корону Арагона.
Титул короля Арагона, используемый Педро V в 1463—1466 годах, остается спорным: он получил его в период гражданской войны в Арагоне, в ходе которой каталонские кортесы, недовольные Хуаном II, предложили Педро корону.

## Биография

### Зрелость
Родители Педро V — Педру, герцог Коимбры, регент при малолетнем короле Афонсу V, и Изабелла Урхельская. Права на арагонский трон Педро V получил от своего деда по материнской линии Хайме II, графа Урхеля, который был последним наследником мужского пола Барселонской династии, последним наследником Арагонской короны в соответствии с агнатической примогенитурой.
Позиция его отца как регента Королевства Португалии принесла Педро особые преимущества. В 1443 году после смерти своего двоюродного брата инфанта Диого и по протекции своего отца Педро был избран коннетаблем Португалии, что сделало его вторым человеком в королевстве после короля и главой армии. Первым кандидатом на этот пост считался Афонсу, маркиз Валенса и герцог Браганса, однако герцог Коимбры отверг его кандидатуру. Этот политический шаг наряду с браком короля Афонсу V и Изабеллы, сестры Педро (вместо дочери герцога Браганса), уничтожил альянс двух родов и союзников.
В 1448 году, когда король Афонсу V повзрослел и стал править самостоятельно, герцог Коимбры ушел с поста регента. Афонсу V под влиянием герцога Альфонса Браганса, ставшего политическим врагом отца Педро, аннулировал все законы, созданные в период регентства. Разногласия двух родов привели к сражению при Альфарробейре, в котором Педру, герцог Коимбры, погиб, а его сын Педру был сослан в Кастилию.
В 1454 году Педро примирился с королём Афонсу V и герцогом Браганса, что позволило ему вернуться в Португалию и вернуть имущество семьи. Для улучшения отношений с Афонсу V Педро помог ему завоевать Алькасер Секир (1458) и Танжер (1460).

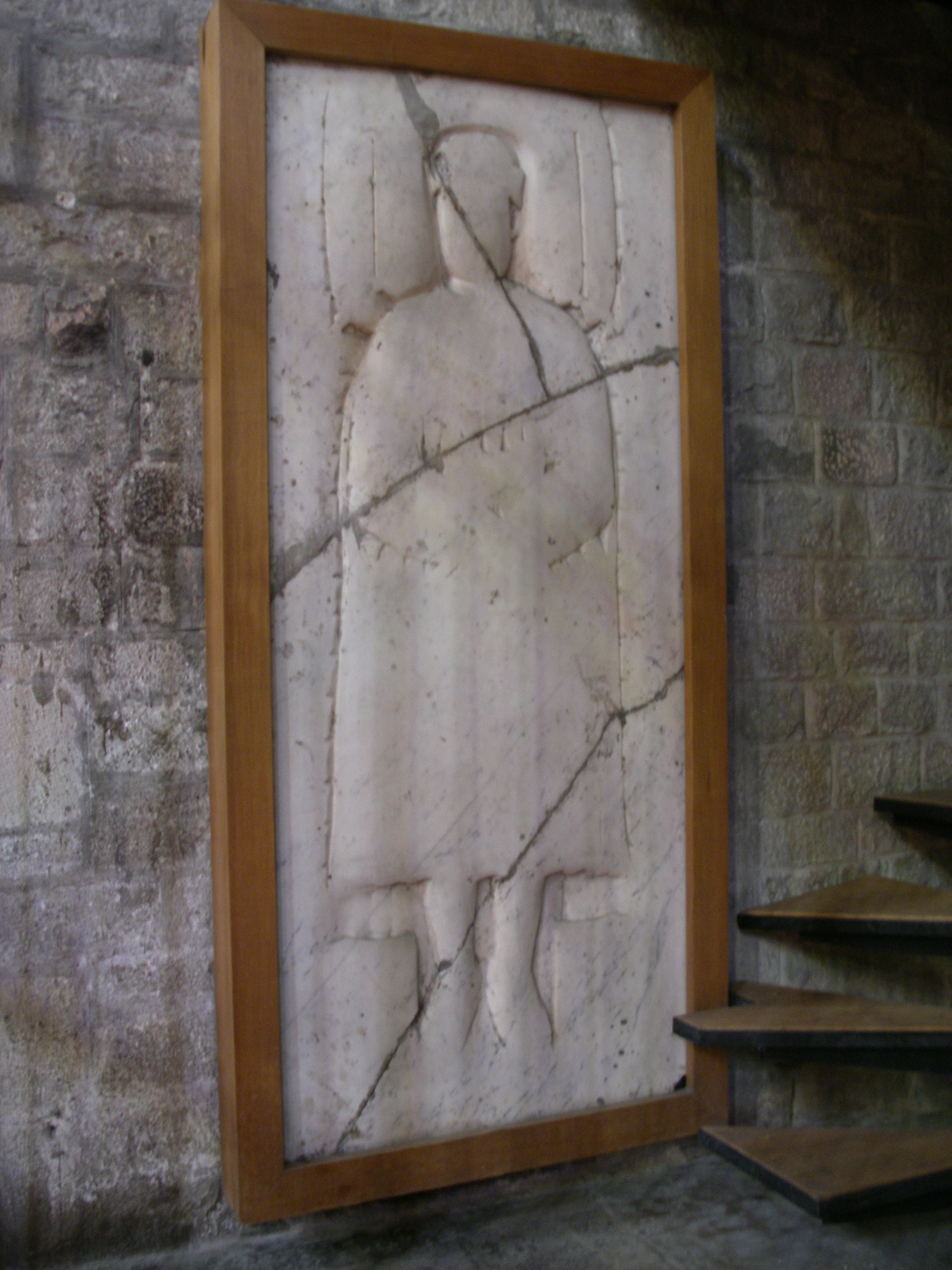
Гробница Педро V, Барселона

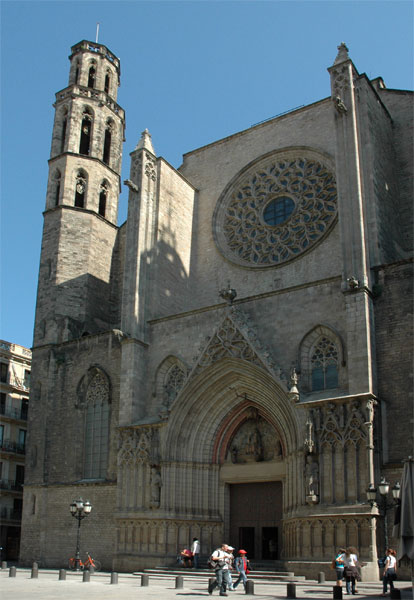
Церковь Санта-Мария-дель-Мар — место захоронения Педро V

### Король Арагона
В 1463 году каталонские кортесы, вступившие в гражданскую войну с королём Хуаном II, предложили корону Арагона Педро. Будучи преемником Энрике IV Бессильного, Педро получил следующие титулы: король Арагона, король Валенсии и граф Барселоны. Де-факто он правил только Каталонией и частью Арагона, Валенсия была занята войсками Хуана II. Ввиду этого последующие правители Арагона ставили под сомнение реальность его титула.
При поддержке своей тетки Изабеллы, герцогини Бургундии Педро обручился с Маргаритой Йоркской, послав ей обручальное кольцо и брачный договор. Однако неожиданная смерть Педро V отменила помолвку, и Маргарита вышла замуж за сына Изабеллы Карла Смелого.

### Смерть
После длинной серии военных неудач Педро V умер от болезни (или яда, по мнению некоторых историков) в 1465 году в Гранольерс. Он похоронен в церкви Санта-Мария-дель-Мар в Барселоне, Каталония. После его смерти каталонцы предложили корону Рене Анжуйскому.